# Rarekiek

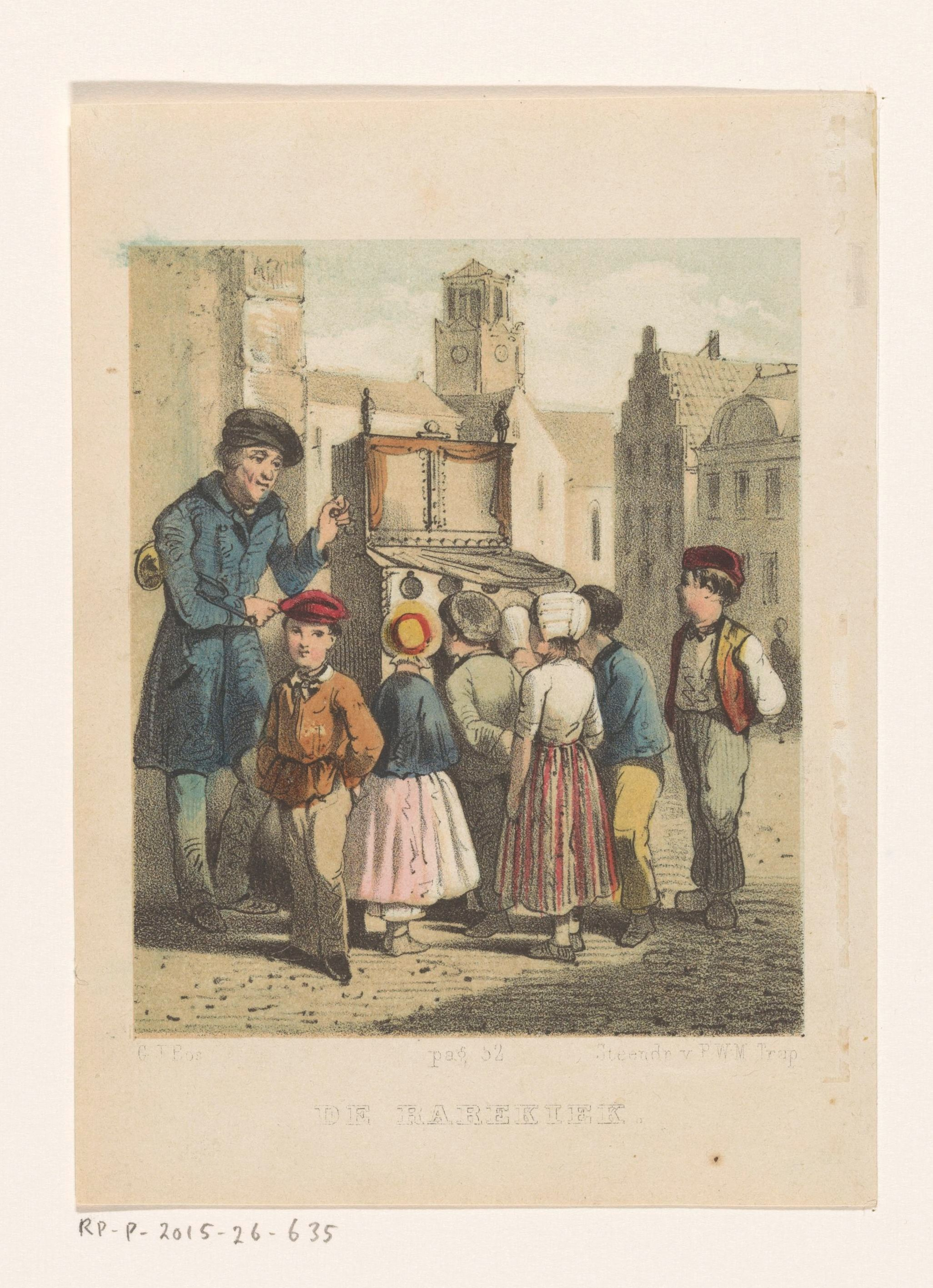
De Rarekiek, Rijksmuseum Amsterdam

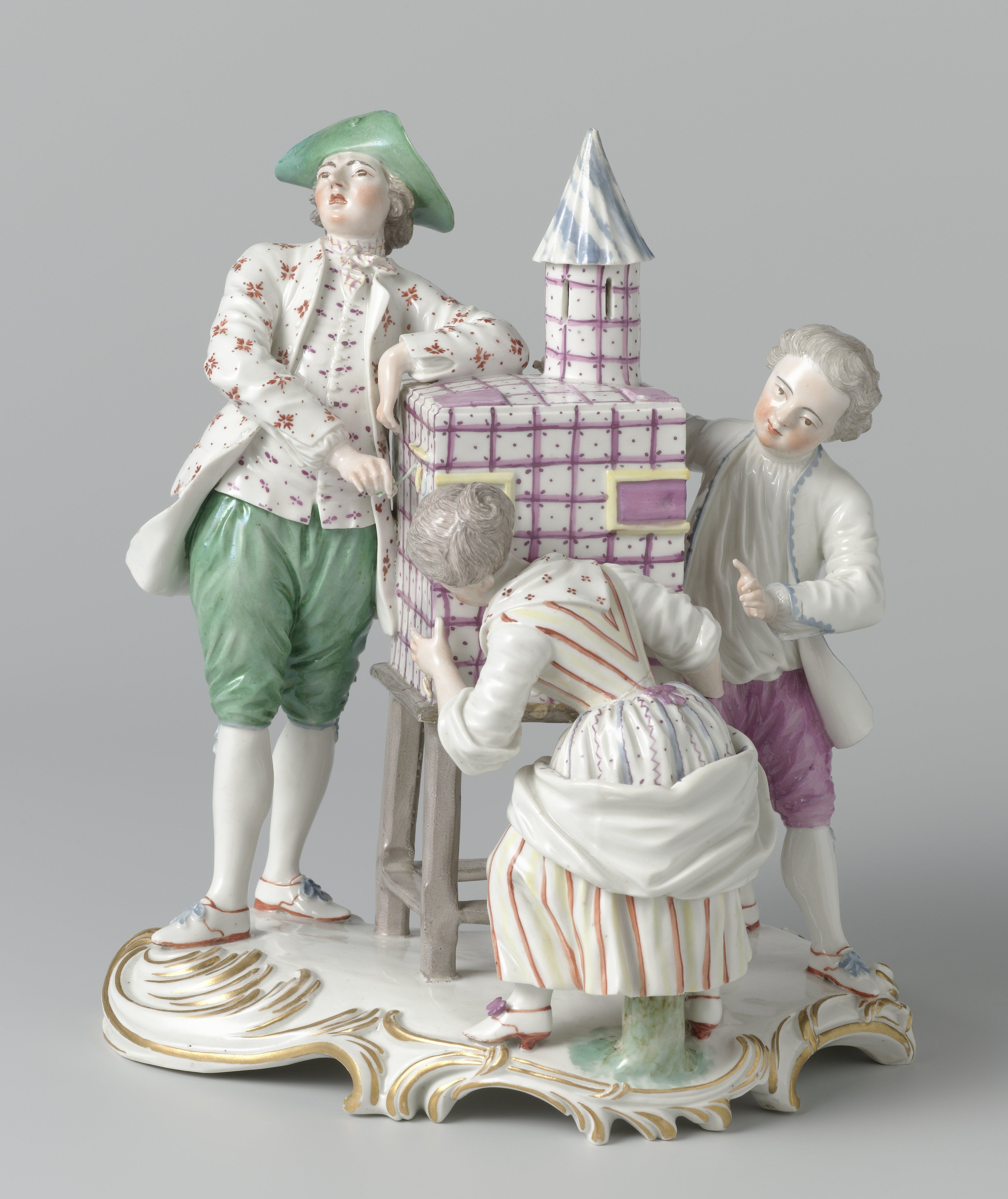
Porseleinen beeld met een rarekiek, Rijksmuseum Amsterdam

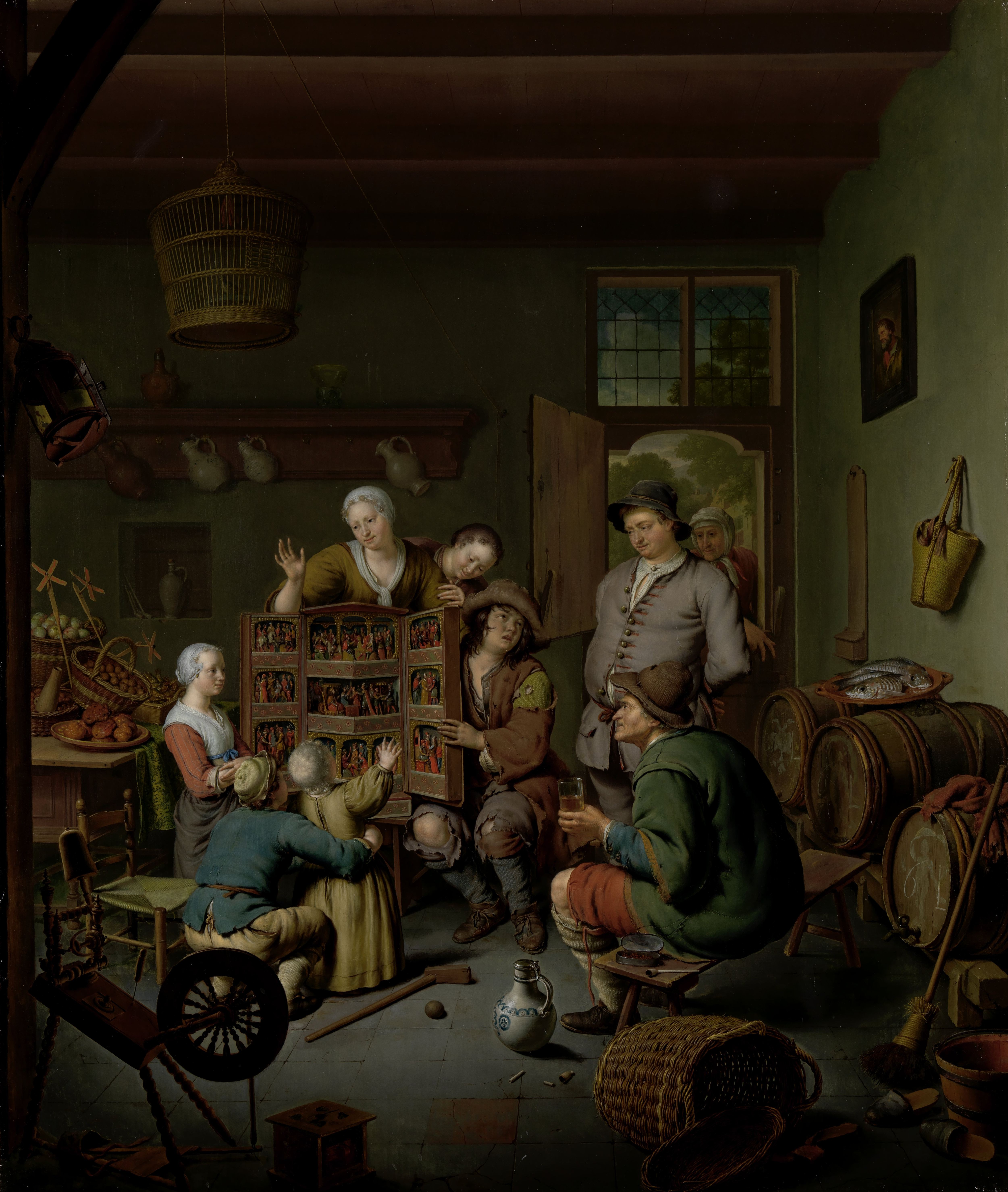
Schilderij De rarekiek door Willem van Mieris

Een rarekiek is een kijkkast met ronde gaatjes, waarin zich vergrootglazen bevinden. In de Middeleeuwen kon men door middel van de rarekiek op kermissen tegen betaling onder andere veldslagen en beroemdheden bekijken. De kermisman zelf heette overigens ook rarekiek. Hij droeg de kijkkast op zijn rug en trok het hele land door.
Het Museum Henriette Polak in Zutphen heeft nog een enkele rarekiek in zijn bezit.

## De rarekiek als inspiratiebron
Kinderen maken weleens kijkdozen van oude schoenendozen met een kijkgat erin en beplakt met doorschijnend, gekleurd papier, gelijkend een rarekiek. De dozen kunnen eventueel van binnen worden verlicht met kleine lampjes op batterijtjes.
Een aantal kunstenaars lieten zich ook inspireren door de rarekiek. Zo maakte in 1936 Wim Sonneveld furore met zijn eigen gezelschap De Rarekiek, waar ook de recensent Huub Jansen aan meewerkte. Kees Brusse en Rijk de Gooyer hadden succes op de radio met Kobus Rarekiek, en Drs. P zet de kunstenaar Jurriaans neer als de vleesgeworden rarekiek in zijn gedicht Strammer, Dames!.
De kunstenares Elly Overberg maakte in 1995 drie kijkdozen, die hemel, hel en aarde verbeelden. Aan de buitenkant zijn ze rijk beschilderd met min of meer allegorische voorstellingen. Achter het kijkgat, in de vorm van een oog, ligt de imaginaire wereld van hemel, hel en aarde.
In 1877 verscheen een prentenboek met de titel: De nieuwe rarekiek van den ouden korporaal Smit.

## De rarekiek als handelsmerk
Uiteenlopende ondernemingen gebruiken de naam "rarekiek" maar mogelijk werd de naam 'Rarekiek' voor het eerst als commercieel handelsmerk gebruikt door een kunstgalerie die in 1986 in het voormalige postkantoor van het Borculose kerkdorpje Gelselaar werd gevestigd. Als speciale attractie hing er een verlicht kijkdoosje in het raam met daarin regelmatig wisselende voorstellingen. In de beginperiode stond op de aankondiging van de exposities steeds een originele rarekiekman afgebeeld, getekend door Kees Hamers. In 1996 verhuisde de galerie naar Delden. Sinds 2006 is deze kunstgalerie nog uitsluitend te vinden als internetgalerie.
Net als de televisie kan het internet gezien worden als een moderne variant en eigentijdse opvolger van de rarekiek van weleer.

## Afbeeldingen

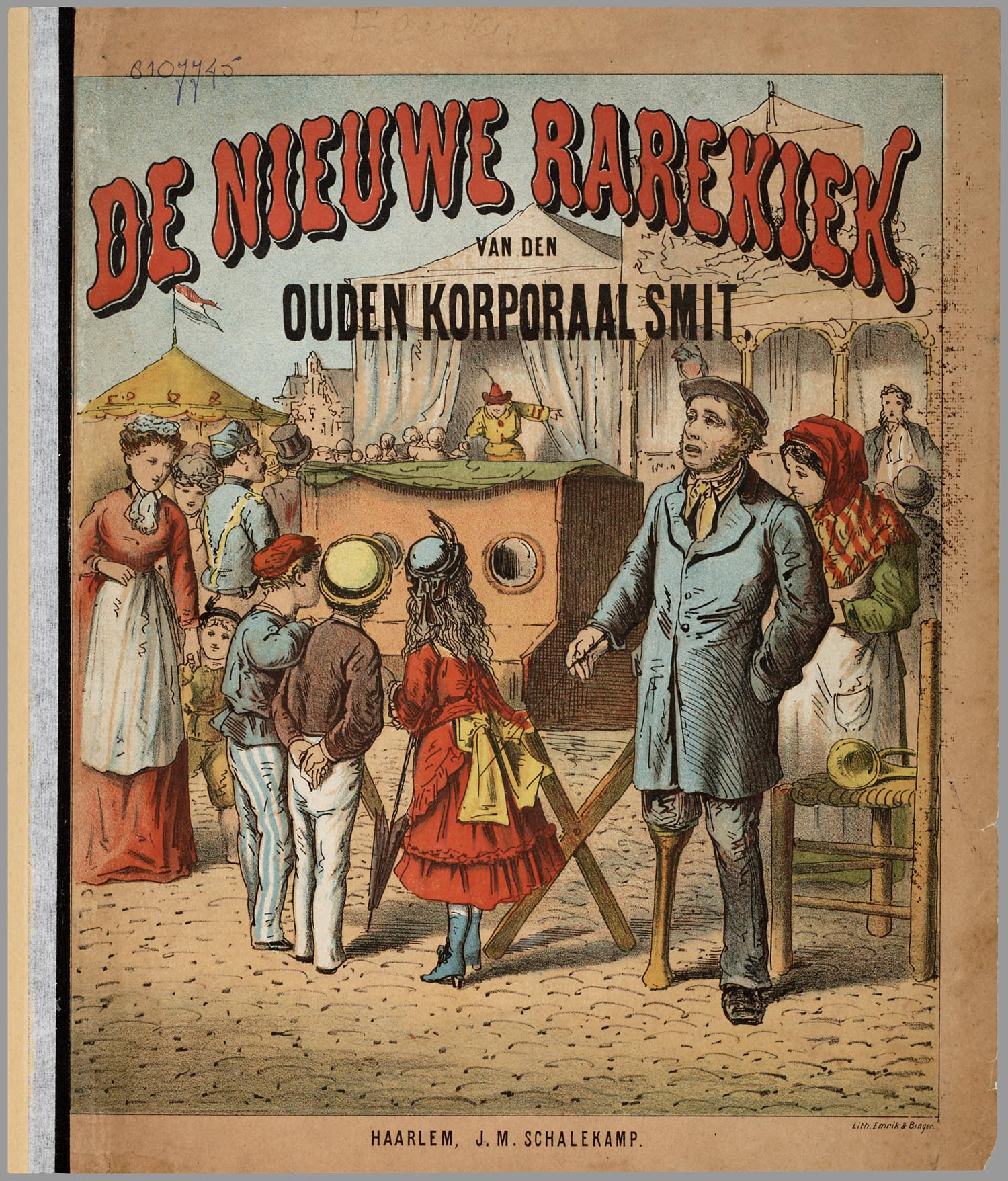
Boek: De nieuwe rarekiek van den ouden korporaal Smit, 1877
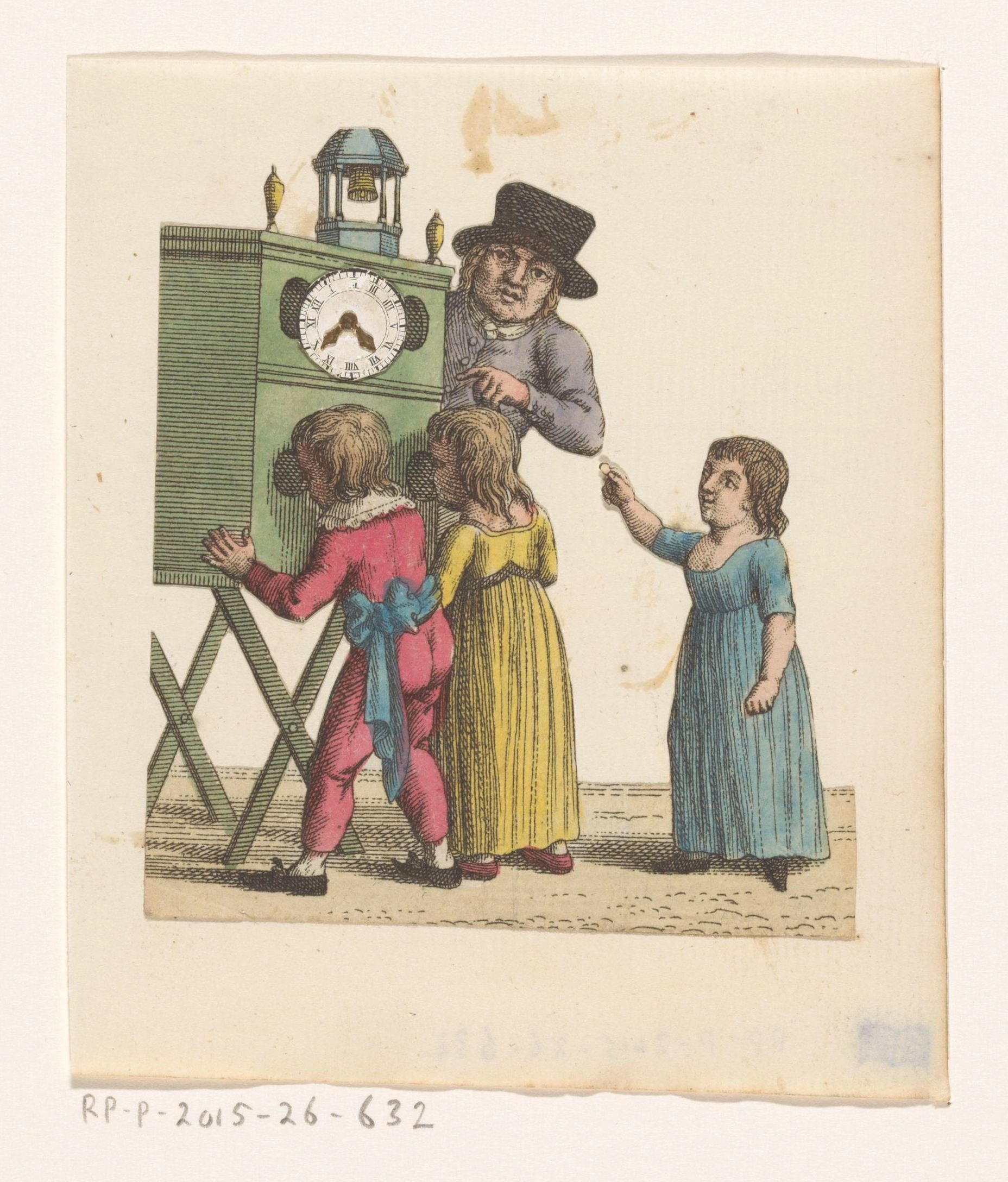
Drie kinderen voor een kijkkast
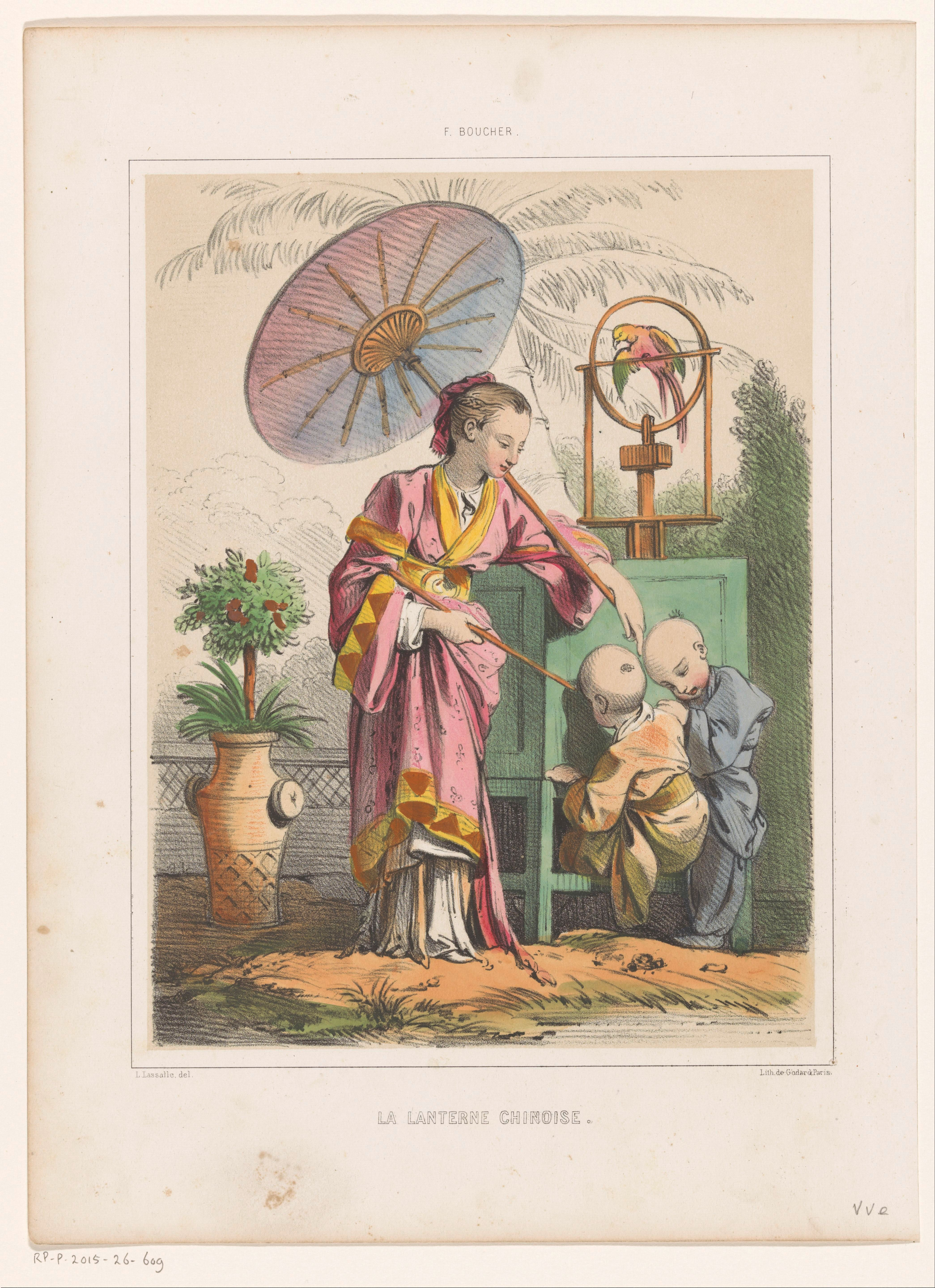
Chinese kijkkast
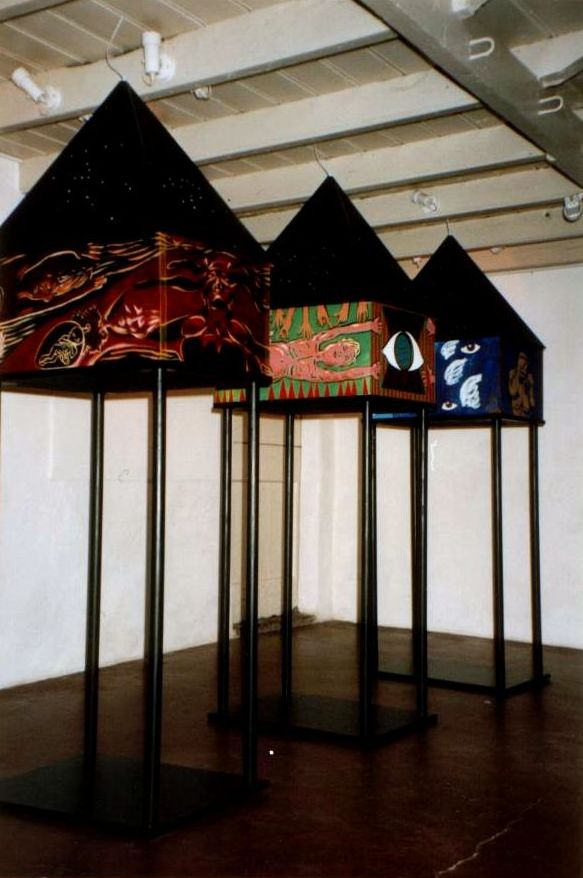
Rarekieks van Elly Overberg